# 宮城県道36号築館登米線
宮城県道36号築館登米線（みやぎけんどう36ごう つきだてとめせん）は、宮城県栗原市と登米市を結ぶ県道（主要地方道）である。

## 概要
栗原市築館の国道4号交点から概ね東方・登米市方向に延びる路線である。栗原市築館でみやぎ県北高速幹線道路 築館東ICと接続し、ラムサール条約登録湿地の伊豆沼と内沼の間を通って国道398号に接続する。登米市迫町内で複雑なルートをたどった後、三陸沿岸道路登米インターチェンジ付近を通って旧登米町の中心部に至る。
なお、高規格道路として建設された「みやぎ県北高速幹線道路」は、本路線のバイパス扱いとされている。国道398号との重複区間の前後で、登米市迫町以西では伊豆沼を挟んで、以東では迫町佐沼地区東端の市街地を挟んで本線と並行する形となっている。

### 路線データ
- 総延長：29.3 km[要出典]
  - みやぎ県北高速幹線道路を含んだ総延長：46.8029 km[1]
- 起点：宮城県栗原市築館
- 終点：宮城県登米市登米町寺池

## 歴史
- 1982年（昭和57年）4月1日 - 県道若柳築館線の一部、迫築館線の一部、湯沢築館志津川線の一部、宝江迫線及び石森登米線の一部が、「築館登米線」として建設省（現・国土交通省）から初めて主要地方道の指定を受ける。[2]
- 1983年（昭和58年）1月11日 - 宮城県が主要地方道55号として「築館登米線」を路線認定[3]。同時に県道迫築館線、湯沢築館志津川線[4]、宝江迫線を路線廃止[5]。
- 1993年（平成5年）
  - 5月11日 - 建設省から、県道築館登米線が築館登米線として主要地方道に指定される[6]。
  - 10月19日 - 県道番号が決定[7]され、従前の主要地方道55号[8]から、県道36号に変更される。（12月1日より施行）
- 2024年（令和6年）4月 - 栗原市築館下萩沢地区の荒川兼用堤区間で、堤防嵩上げに伴う拡幅工事が着工。[9]

## 路線状況

### バイパス
- みやぎ県北高速幹線道路

### 重複区間
- 宮城県道176号若柳築館線（栗原市築館）
- 国道398号（登米市迫町北方 - 登米市迫町佐沼）
- 国道346号（登米市迫町佐沼地内）
- 宮城県道200号中田迫線（登米市迫町佐沼地内）

## 地理

### 通過する自治体
- 栗原市
- 登米市

### 交差する道路
- 国道4号（栗原市築館）

- 宮城県道29号河南築館線（栗原市築館）
- 宮城県道176号若柳築館線・みやぎ県北高速幹線道路築館東IC（栗原市築館）
- 宮城県道198号新田米山線（登米市迫町新田）
- 宮城県道177号新田若柳線（登米市迫町新田）
- 国道398号（登米市迫町北方、登米市迫町佐沼）
- 岩手県道・宮城県道190号花泉迫線（登米市迫町佐沼）
- 国道346号（登米市迫町佐沼）
- とめそよかぜライン（登米市中田町宝江新井田）
- 宮城県道4号中田栗駒線（浅水道路）（登米市中田町宝江新井田）
- 宮城県道201号石森登米線（登米市中田町宝江）
- 国道342号、宮城県道15号古川登米線（登米市登米町寺池）

### 沿線の施設
- JA新みやぎ本店
- 築館インター工業団地
- 栗原市サンクチュアリセンターつきだて館（こんちゅう館）
- 栗原市築館B&G海洋センター
- 伊豆沼・内沼
- 新田郵便局
- 東北本線　新田駅
- パシフィックコンサルタンツ長沼ダム
- 登米市立佐沼中学校
- 鹿ヶ城公園
- 登米市歴史博物館
- 登米市立迫図書館
- 宮城県佐沼高等学校
- 登米祝祭劇場
- 登米警察署
- 登米総合体育館
- 登米市役所登米総合支所
- 教育資料館（旧登米高等尋常小学校）
- とよま観光物産センター　遠山之里
- 寺池城址公園
- 水沢県庁記念館
- 宮城県登米高等学校
- 登米市髙倉勝子美術館
- 寺池城跡

### 交通量[10]
令和３年度・12時間交通量（本線区間のみ）
- 登米市迫町新田字東坂戸 - 2,394台
- 登米市迫町佐沼八幡３丁目 - 12,284台
- 登米市迫町佐沼新小牧袋 - 8,637台
- 登米市登米町寺池三日町 - 6,198台